# Macumba (rzeka)
Macumba – rzeka w Australii, w stanie Australia Południowa. Ma około 160 km długości. Wypływa jako rzeka Alberga w górach Musgrave. Właściwy bieg rzeki rozpoczyna się u zbiegu rzek Alberga i Stevenson Creek. Płynie w kierunku południowo-wschodnim, uchodzi do jeziora Eyre na jego północnym brzegu.